# Kapitalgesellschaft (Vereinigtes Königreich)

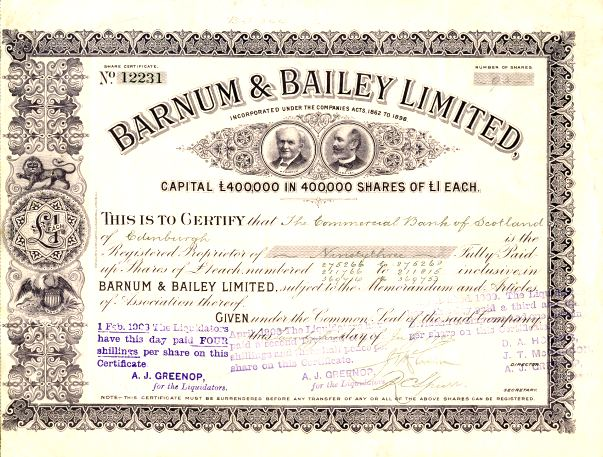
Aktie der Barnum & Bailey Limited

Limited Company (Ltd.) (englisch limited ‚beschränkt‘, hier „haftungsbeschränkt“; englisch company ‚Unternehmen‘) wird im britischen Gesellschaftsrecht die nicht börsennotierte Kapitalgesellschaft genannt. Sie gleicht eher der deutschen GmbH als der Aktiengesellschaft. Die Limited Company ist im Vereinigten Königreich auch für kleine und mittlere Unternehmen die gebräuchlichste Form der Kapitalgesellschaft und erfüllt damit als Private Company (private ‚nicht öffentlich‘, hier nicht öffentlich handelbar) ähnliche wirtschaftliche Funktionen wie die deutsche oder österreichische Gesellschaft mit beschränkter Haftung (GmbH) oder kleine Aktiengesellschaft (AG). Nach mehreren Urteilen des Europäischen Gerichtshofes über die Niederlassungsfreiheit der Gesellschaften in der Europäischen Union waren in Deutschland 2006 aufgrund des geringen Nominalkapitals und der schnellen Gründungsmöglichkeit über 30.000 Limited mit einer Niederlassung geschäftlich aktiv.
Größere, zumeist börsennotierte Unternehmen wählen die Form einer Public Limited Company (PLC) (public ‚öffentlich‘, hier öffentlich handelbar), da nur die Aktien dieser Gesellschaften öffentlich (an der Börse) angeboten werden dürfen.

## Überblick
Die Limited Company ist eine privatrechtliche Gesellschaft und damit eine juristische Person. Sie ist eine Kapitalgesellschaft, deren Grundkapital in Anteile (shares) zerlegt ist; die Haftung der Anteilsinhaber ist auf dieses Kapital beschränkt. Die Anteile sind übertragbar. Folgende Ausprägungen von Gesellschaften im Vereinigten Königreich gibt es.

### Private company limited by shares
Die private company limited by shares (shares ‚Anteile‘) ist die für kleine und mittlere Unternehmen verwendete Unternehmensform und damit die verbreitetste Form der Kapitalgesellschaft im Vereinigten Königreich. Der Unterschied zur public limited company besteht darin, dass die private companies limited by shares keine Anteile öffentlich anbieten dürfen und damit nicht an der Börse gehandelt werden. Wenn in Publikationen von der Limited oder Limited Company gesprochen wird, ist diese Form der Gesellschaft gemeint.
Die Firma der Gesellschaft muss jeweils einen die Rechtsform kennzeichnenden Zusatz enthalten. Es wird der Zusatz Limited oder die Abkürzung Ltd verwendet. Für walisische Gesellschaften kann alternativ der Zusatz Cyfyngedig oder die Abkürzung Cyf verwendet werden.

### Private company limited by guarantee
Bei der private company limited by guarantee (englisch by guarantee bedeutet ‚auf Garantie‘) wird abweichend von der private company limited by shares kein Stammkapital gebildet und die Mitglieder besitzen keine Anteile an der Gesellschaft, sondern geben eine Garantie ab, im Falle der Insolvenz der Gesellschaft bis zu einem bestimmten Betrag für die Verbindlichkeiten der Gesellschaft zu haften. Dieser Gesellschaftstyp ist eine Sonderform, die oft bei nicht gewinnorientierten Unternehmen zur Anwendung kommt, die als juristische Person auftreten müssen. Dazu zählen Vereine, Studentenschaften, Sportverbände (zum Beispiel die PGA European Tour), Genossenschaften, Nichtregierungsorganisationen oder Wohltätigkeitsorganisationen (zum Beispiel Oxfam). Wenn die Gesellschaft nicht die Bedingungen erfüllt, um als not for profit klassifiziert zu werden, muss die Firma der Gesellschaft jeweils den gleichen Rechtsform kennzeichnenden Zusatz wie die private company limited by shares enthalten. In der üblichen Form mit not for profit clause entspricht dieser Gesellschaftstyp angesichts des Fehlens von Anteilen, der Unmöglichkeit der Ausschüttung von Gewinnen und der weiteren (insbes. fiskalischen) Rahmenbedingungen viel eher dem deutschen Verein als jeglicher deutschen Kapitalgesellschaft-Form.
Im April 2009 waren zirka 2,7 Millionen private companies limited by shares oder private companies limited by guarantee im Vereinigten Königreich registriert.

### Private unlimited company
Die private unlimited company (unlimited ‚unbeschränkt‘, hier: ohne Haftungsbeschränkung) ist eine Gesellschaft, die Anteile ausgeben kann, dazu aber nicht verpflichtet ist. Sie ist eine Sonderform der Kapitalgesellschaft, bei der aber alle Teilhaber unbeschränkt haften, wobei diese natürliche oder juristische Personen sein können. Die Verwendung erfolgt, wenn die Teilhaber unbeschränkt haften sollen, aber das Unternehmen als eigene Rechtspersönlichkeit auftreten muss. Die Firma der Gesellschaft muss jeweils den die Rechtsform kennzeichnenden Zusatz Unlimited enthalten.
Zum Ende des Jahres 2007 waren ca. 5400 Gesellschaften dieser Form im Vereinigten Königreich registriert.

### Public limited company
Die public limited company (Abk. PLC oder plc) ist die übliche Unternehmensform für größere, oft börsennotierte Aktiengesellschaften. Da sie ihre Aktien öffentlich anbieten kann oder diese an der Börse gehandelt werden, unterliegt sie strengeren Berichts- und Meldepflichten. Zudem benötigt sie einen Schriftführer (company secretary), der gewisse Voraussetzungen (zum Beispiel anerkannter Buchhalter oder Rechtsanwalt) erfüllen muss. Die Firma der Gesellschaft muss jeweils einen die Rechtsform kennzeichnenden Zusatz public limited company oder die Abkürzung PLC oder plc verwenden. Für walisische Gesellschaften kann alternativ der Zusatz Cwmni Cyfyngedig Cyhoeddus oder die Abkürzung CCC verwendet werden.
Im April 2009 waren ca. 11.000 public limited companies im Vereinigten Königreich registriert.

## Geschichte

Die Flagge der britischen Ostindien-Kompanie 1600–1707

Die ersten Kapitalgesellschaften im Vereinigten Königreich wurden ab dem 16. Jahrhundert als Handelsgesellschaften gegründet. Eine der ersten Gesellschaften war die Muscovy Company, die 1555 gegründet wurde. Bekannte Gesellschaften waren die Britische Ostindien-Kompanie, gegründet 1600 und die Virginia Company aus dem Jahr 1606. Die Kapitalgesellschaften wurden zu dieser Zeit durch königliche Satzung (royal charter) oder ein Einzelgesetz (private act) gegründet.
Der Joint Stock Companies Act 1844 war die erste gesetzliche Grundlage für die Gründung und Registrierung von Kapitalgesellschaften. Eine Beschränkung der Haftung für die Anteilsinhaber war nicht vorgesehen. Mit dem Limited Liability Act 1855 in Verbindung mit dem Joint Stock Companies Act 1856 wurde die Haftungsbeschränkung für Kapitalgesellschaften eingeführt. Diese gesetzlichen Regelungen galten in ihren Grundsätzen bis zum Jahr 2006 und wurden durch den Companies Act 2006 ersetzt.

## Gründung
Die Gründung einer britischen Kapitalgesellschaft erfolgt durch Eintragung der Gesellschaft in das britische Handelsregister (Companies House). Das Gründungsstadium einer Vorgesellschaft wie zum Beispiel bei der GmbH ist nicht vorgesehen. Die Limited wird rechtsfähig, wenn das Certificate of Incorporation vom Companies House für die Gesellschaft ausgestellt wurde. Die Verwaltung der Kapitalgesellschaft selbst muss sich nicht im Vereinigten Königreich befinden, notwendig ist jedoch ein Registered Office mit einer zustellfähigen Adresse, über die der offizielle Schriftverkehr mit Behörden abgewickelt wird.
Die Satzung einer britischen Aktiengesellschaft war früher zweigeteilt. Das Memorandum of Association enthielt alle notwendigen Angaben zur Gründung der Gesellschaft, wie Firmierung, Nominalkapital, Anzahl und Nennwert der Anteile, Zweck der Gesellschaft, Registersitz im Vereinigten Königreich, und ob die Gesellschaft limited oder unlimited ist. Die Articles of Association der Gesellschaft legen die Regeln im Innenverhältnis der Gesellschaft fest. Sie entsprechen einem Gesellschaftsvertrag, der insbesondere die Rechte und Pflichten der Gesellschaftsorgane untereinander festlegt. Hierfür gibt es für verschiedene Gesellschaftsformen Standardvorlagen (Statutory Instrument 1985/805 Table A–F), die bei der Gründung unverändert oder angepasst übernommen werden können. Es ist jedoch möglich eigene Articles of Association zu entwerfen, solange sie gesetzeskonform zum Company Act sind. Neben individuellen Articles gilt grundsätzlich das Table A. Nach der Reform des englischen Gesellschaftsrechts durch den Companies Act 2006, der über einen Zeitraum von über vier Jahren stückweise umgesetzt wurde, haben nur noch die Articles of Association Satzungscharakter. Wird die Limited mit einer beim Companies House vorgehaltenen Mustersatzung gegründet, gilt für diese auch das Table A nicht mehr.
Der Name einer Gesellschaft kann grundsätzlich frei gewählt werden. Bestimmte Begriffe wie beispielsweise International, European, Royal und British sind jedoch genehmigungspflichtig und es existiert beim Companies House eine Liste mit Worten, die grundsätzlich nicht in der Firma einer Limited genannt werden dürfen. Andere Begriffe wie Bank, Holding oder Trust hängen von der geplanten Tätigkeit der Limited ab und müssen ebenfalls beantragt werden. Die Firma der Gesellschaft muss jeweils einen die Rechtsform kennzeichnenden Zusatz enthalten. In der Regel werden die Kürzel Ltd. oder PLC verwendet. Ein Verzicht auf diesen Zusatz, zum Beispiel bei Wohlfahrtsgesellschaften, bedarf einer Ausnahmegenehmigung.
Folgende Unterlagen sind für den Gründungsakt beim Companies House notwendig:
- Memorandum of Association (als reines Registrierungsdokument)
- Articles of Association
- Gründungsdirektoren und Schriftführer (Secretary), sowie die Adresse des Registersitzes (Registered Office) (IN01, früher Form 10)
- Erklärung zur Gründung, bestätigt von einem Notar oder Rechtsanwalt (IN01, früher Form 12)

Die Gründungsurkunde ist das so genannte Certificate of Incorporation.
| Form                                 | Mindestkapital         | Mindestanzahl Anteilsinhaber | Mindestanzahl Directors | Company Secretary (nach dem Companies Act 2006 nur noch optional) | Standard Articles of Association | Namenszusatz                                                       |
| ------------------------------------ | ---------------------- | ---------------------------- | ----------------------- | ----------------------------------------------------------------- | -------------------------------- | ------------------------------------------------------------------ |
| Private company limited by shares    | keines                 | 1                            | 1                       | optional                                                          | Table A (private)                | Limited (Ltd.) oder Cyfyngedig (Cyf.)                              |
| Private company limited by guarantee | keines                 | 1                            | 1                       | optional                                                          | Table C                          | Limited (Ltd.) oder Cyfyngedig (Cyf.)                              |
| Private unlimited company            | keines                 | 1                            | 1                       | optional                                                          | Table E                          | Unlimited                                                          |
| Public limited company               | 50.000 £ oder 65.600 € | 2                            | 2                       | ja                                                                | Table A (public)                 | Public Limited Company (PLC) oder Cwmni Cyfyngedig Cyhoeddus (CCC) |

## Rechtsgrundlage
Rechtsgrundlage für die verschiedenen Formen der Kapitalgesellschaften ist das britische Gesellschaftsrecht, der Companies Act 2006. Da dieses Gesetz eine Vielzahl von Änderungen enthält, wurde es über einen Zeitraum von drei Jahren, von 2006 bis 2009, stufenweise eingeführt. Übergangsweise galten daher bis 2009 noch Teile des Vorläufers, des Companies Act 1985. Der Company Director Disqualification Act 1986 und der Insolvency Act 1986 gelten weiter als Rechtsgrundlage.

## Organe

### Gesellschafter(Shareholders)
Die Gesellschafter wählen den Vorstand (Board of Directors) und üben ihre Entscheidungsbefugnisse über grundsätzliche Angelegenheiten der Kapitalgesellschaft mittels Abstimmungen (Resolutions) aus. Für Private Companies ist eine jährliche Hauptversammlung nicht notwendig, soweit die Gesellschafter darauf verzichten. Entscheidungen können dann schriftlich oder elektronisch im Umlaufverfahren getroffen werden, sofern die Articles dies erlauben. Unberührt bleibt das Recht der Gesellschafter, jährlich über den Stand der Gesellschaft anhand eines ausführlichen Jahresabschlusses vom Vorstand informiert zu werden.

### Vorstand(Board of Directors)
Der Vorstand einer britischen Kapitalgesellschaft ist nach dem Monistischen System organisiert. Insbesondere bei größeren Aktiengesellschaften gibt es aber die Unterschiede zwischen executive und non-executive Directors. Executive Directors leiten die täglichen Geschäfte der Gesellschaft, wie bei einem deutschen Vorstand, während die non-executive Directors eher beratende und überwachende Funktionen haben ähnlich einem deutschen Aufsichtsrat.

### Schriftführer(Company Secretary)
Die Company Secretary einer britischen Kapitalgesellschaft ist eine Position, der keine vergleichbare Position im deutschen Gesellschaftsrecht gegenübersteht. Sie kann eine natürliche oder juristische Person sein. Als Schriftführer in einer Public Limited Company muss sie gewisse Voraussetzungen, meist einen Beruf aus der Buchhaltung oder der Rechtswissenschaften erfüllen. Für Private Companies ist sie nicht zwingend vorgeschrieben. Hat eine Gesellschaft mehr als einen Direktor, so können die Aufgaben eines Schriftführers auch in Personalunion von einem der Direktoren ausgeführt werden. Aufgabe der Company Secretary ist die jährliche Meldung und sonstige Mitteilungen an das britische Handelsregister. Hierfür ist er zeichnungsbefugt.

### Registered Office
Das Registered Office ist die offizielle Anschrift der Aktiengesellschaft. Da im Vereinigten Königreich die Gründungstheorie gilt, muss der Ort nicht die Hauptverwaltung der Gesellschaft sein. Diese kann sich zum Beispiel auch im Ausland befinden. Das Registered Office ist jedoch für britische Behörden die alleinige Ansprechstelle und muss deshalb eine zustellfähige Adresse in England, Wales oder Schottland besitzen. Ein Postfach ist hierfür nicht ausreichend. Bis zum Jahr 2009 besaß Nordirland ein eigenständiges Handelsregister, anschließend wurden die Aufgaben des Handelsregisters vom Companies House in Cardiff übernommen.
Während der üblichen Geschäftszeiten sind im Registered Office Unterlagen (statutory registers) über die Gesellschaft zur Einsichtnahme durch jedermann vorzuhalten:
- Bilanzen und Abschlüsse
- Verzeichnis der Anteilsinhaber
- Verzeichnis der Direktoren
- Beschlüsse (Resolutions) der Anteilsinhaber und Board of Directors
- Unterlagen über Kredite

## Berichtspflicht und Steuern
Jährlich sind Informationen über die Aktionäre, Direktoren, Schriftführer und Bilanzen an das britische Handelsregister zu melden. Gleichzeitig müssen diese Unterlagen im Registered Office zur Einsichtnahme ausgelegt werden.
Für die Bilanzen sind grundsätzlich britische Rechnungslegungsvorschriften zu beachten. Abschlüsse müssen nach United Kingdom Generally Accepted Accounting Principles (UK-GAAP), nach International Financial Reporting Standards (IFRS) oder nach den Vorgaben des Companies Act erstellt werden. Die nachfolgende Tabelle gibt eine Übersicht der Berichtspflicht. Wird bei der Größeneinteilung ein Parameter überschritten, ist die Berichtspflicht der nächsten Größe gültig.
| Größe            | max. Jahresumsatz        | max. Bilanzsumme | max. Beschäftigte | Berichtspflicht an das britische Handelsregister |
| ---------------- | ------------------------ | ---------------- | ----------------- | --- |
| klein            | 6,5 Mio. £               | 3,26 Mio. £      | 50                | - Auf Antrag Ausnahme von der Abschlussprüfung - Verkürzte Bilanz (nur wenn nach UK-GAAP bilanziert)                                                                     |
| mittel           | 25,9 Mio. £              | 12,9 Mio. £      | 250               | - Bericht des Abschlussprüfers (Audit) - Bilanz einschl. Anmerkungen - Verkürzte Gewinn- und Verlustrechnung (nur wenn nach UK-GAAP bilanziert) - Bericht der Direktoren |
| groß oder PLC    | > 25,9 Mio. £            | > 12,9 Mio. £    | > 250             | - Bericht des Abschlussprüfers (Audit) - Bilanz einschl. Anmerkungen - Gewinn- und Verlustrechnung - Bericht der Direktoren                                              |
| dormant (ruhend) | keine Geschäftstätigkeit | –                | –                 | - Keine Abschlussprüfung - Verkürzte Bilanz = Nullerklärung - Feststellung der Direktoren über den ruhenden Status                                                       |

Grundsätzlich müssen alle weltweiten Gewinne der britischen Kapitalgesellschaft im Vereinigten Königreich versteuert werden. Aufgrund einer Vielzahl von Doppelbesteuerungsabkommen, zum Beispiel mit Deutschland, gibt es entsprechende Ausnahmen. Auch wenn sich die Hauptverwaltung der Limited nicht im Vereinigten Königreich befindet, muss die Steuererklärung nach britischen Vorschriften erstellt werden. Die Gesellschaft kann allerdings, wenn sie ausschließlich z. B. in Deutschland tätig ist, sich von der britischen Steuererklärungspflicht und damit auch von der Steuerpflicht befreien lassen. Gezahlt werden muss die Körperschaftsteuer (Corporation Tax). Ausgezahlte Dividenden sind mit dem persönlichen Einkommenssteuersatz zu versteuern, sofern der Gesellschafter seinen Sitz in UK hat. Der Steuersatz für die Körperschaftsteuer im Vereinigten Königreich im Jahr 2019 ist 19 %.
Spezielle Steuersätze gelten für einige Investmentfonds und ähnliche Firmen (20 %) und für einige Firmen die im Erdöl-Sektor tätig sind.

## Verwendung der britischen Kapitalgesellschaft im Ausland
Nach mehreren Urteilen des Europäischen Gerichtshofs in den Fällen Centros, Überseering und Inspire Art ist es zulässig, sich für die Geschäftstätigkeit im eigenen Land auch der Gesellschaftsformen anderer Mitgliedsländer der Europäischen Union zu bedienen.
Auch wenn sich die Hauptverwaltung der Gesellschaft nicht im Vereinigten Königreich befindet, muss sie nach den im Vereinigten Königreich für sie geltenden Rechtsgrundsätzen gegründet und in das britische Handelsregister eingetragen werden (Gründungstheorie).
Die Gesellschaft benötigt ein Registered Office im Vereinigten Königreich. Organe und Vertretungsbefugnisse im Innenverhältnis der Aktiengesellschaft richten sich nach dem Recht des Vereinigten Königreichs.
Dagegen unterliegt die eigentliche Geschäftstätigkeit der Gesellschaft dem Recht des Staates der Hauptverwaltung oder dem Staat der Niederlassungen. Dort ist die Rechtsform der Limited gemäß der Judikatur des EuGH anzuerkennen; diese Anerkennung kann aber bei einem "harten Brexit" entfallen.
Der ORF ließ für das Projekt Offshore-Austria 2020 den Kreditschutzverband das österreichische Firmenregister auswerten: Im August 2020 wurde publiziert, dass 1600 österreichische Zweigniederlassungen von britischen Limiteds existieren, 1300 davon mit einem Stammkapital von maximal 1000 Euro. Viele dieser Limited-Geschäftsführer haben eine Firmenpleite hinter sich, etwa 10 % auch einen Privatkonkurs.

## Limited Company in Deutschland
| Jahr | Private Company limited by Share (Ltd.) | Gesellschaft mit beschränkter Haftung (GmbH) |
| ---- | --------------------------------------- | -------------------------------------------- |
| 2005 | 6.625                                   | 81.419                                       |
| 2006 | 8.643                                   | 77.530                                       |
| 2007 | 7.463                                   | 80.277                                       |
| 2008 | 5.836                                   | 82.533                                       |

Ist die Gesellschaft in Deutschland mit ihrer Hauptverwaltung oder einer Betriebsstätte ansässig, so wird sie steuerlich wie eine deutsche Kapitalgesellschaft behandelt und sie muss ihre Steuerbilanz nach deutschem Steuerrecht erstellen. Daneben hat sie zusätzlich einen Jahresabschluss im elektronischen Bundesanzeiger zu veröffentlichen. Die Ergebnisse der Geschäftstätigkeit sind ebenfalls beim britischen Handelsregister und den britischen Steuerbehörden in der dafür vorgeschriebenen Form (IFRS, UK-GAAP) einzureichen.
In Deutschland existierten 2006 30.000 Limited Companies. In der Bundestagsdebatte zur Modernisierung des GmbH-Rechts wurde dazu ausgeführt: „[…] Wenn wir uns das Gründungsgeschehen ansehen, stellen wir fest, dass in guten Zeiten von deutschen Gründern in einem Monat 3000 GmbHs und 1000 Limiteds gegründet werden.[…]“ (Andreas Lämmel (CDU/CSU-Fraktion) : Deutscher Bundestag: 172. Sitzung am 26. Juni 2008)
In den letzten Jahren ist der Anteil der englischen Limiteds an den Unternehmensgründungen in Deutschland allerdings stark zurückgegangen. In Wissenschaft und Praxis sieht man den Grund dieser Entwicklung in der Tatsache, dass seit 2008 mit der Unternehmergesellschaft eine "inländische" Alternative existiert. Zudem ist die rechtliche Zukunft der Limited in Deutschland durch den vom Vereinigten Königreich am 29. März 2017 gestellten Antrag auf Austritt aus der Europäischen Union sehr ungewiss.

### Vorteile
- Eine Gründung der britischen Kapitalgesellschaft ist sehr schnell möglich, sogar innerhalb von 24 Stunden mit entsprechendem Service. Die Gründung einer GmbH oder AG dauerte in der Regel mehrere Wochen. Durch die Reformen der Handelsregisters und der dort Anwendung findenden Vorschriften sind nun zumindest bei der GmbH die Eintragungszeiten erheblich verkürzt. Die Eintragung erfolgt in der Regel innerhalb weniger Tage, meist innerhalb einer Woche.
- Änderungen am Gesellschaftsvertrag, in der Geschäftsführung oder bei den Teilhabern sind durch einfache schriftliche oder Online-Meldung ans britische Handelsregister durchführbar,[5] für deutsche Gesellschaften ist dies nur durch notarielle Beurkundung möglich, was hohen Zeit- und Kostenaufwand verursacht.
- Das Nominalkapital kann frei gewählt werden und sehr niedrig sein (mindestens ein Pfund). Bei der GmbH sind es mindestens 25.000 Euro. So ist die Schwelle für eine Haftungsbeschränkung wesentlich niedriger als bei der deutschen GmbH. Jedoch sind mit der Unternehmergesellschaft (haftungsbeschränkt) seit dem 1. November 2008 auch Gründungen mit deutlich weniger als 25.000 Euro möglich.
- Die Limited existiert in nahezu allen Commonwealth-Ländern. Bei internationalen Geschäften kann diese Geschäftsform daher vertrauensbildend wirken.[26]

Eine Gründung mit zu niedrigem Grundkapital (insbesondere der oftmals beworbenen 1-Pfund-Ltd) kann u. U. Probleme nach sich ziehen. Die Ansicht, eine solche Ltd. führe faktisch nicht zu einer Haftungsbegrenzung des Inhabers, ist falsch, denn das Recht der englischen Limited kennt keine haftungsbegründende Unterkapitalisierung. Es trifft auch nicht zu, dass nur Ausgaben bis 1 Pfund getätigt werden dürften, ohne eine Überschuldung herbeizuführen; hier wird nicht ausreichend zwischen Haftungs- und Betriebskapital unterschieden. Auch das Konstrukt der verdeckten Sachgründung, das im deutschen Recht Risiken für Unkundige mit sich bringen kann, ist im britischen Recht unbekannt.

### Nachteile
- Die britische Kapitalgesellschaft, die in Deutschland eingesetzt wird, bewegt sich generell in zwei unterschiedlichen Rechtssystemen. Im Innenverhältnis (Rechte und Pflichten der Gesellschaftsorgane) gilt britisches Recht, für die Geschäftstätigkeit deutsches Recht. Hier gibt es durchaus Kollisionen, die dazu führen können, dass die Limited im Vereinigten Königreich verklagt werden kann.[29]
- Eine in Deutschland tätige britische Gesellschaft, die hier auch ihre Hauptverwaltung hat, ist in das deutsche Handelsregister als Zweigniederlassung einzutragen. Diese Anmeldung muss mit beglaubigten und übersetzten Papieren des englischen Handelsregisters erfolgen und bedarf der Hilfe eines Notars. Zusätzlich sind alle erforderlichen Genehmigungen wie bei einer deutschen Gesellschaft erforderlich, zum Beispiel Gewerbeschein, Eintragung in Handwerksrolle, Gaststättenerlaubnis.[29]
- Der Aufwand für Buchführung und Rechnungslegung ist ebenso hoch, wie für eine deutsche Kapitalgesellschaft. Für die deutsche Steuererklärung ist doppelte Buchführung nach Handelsgesetzbuch, für die britischen Finanzbehörden und das britische Handelsregister nach britischen Rechnungslegungsvorschriften (UK-GAAP) notwendig.[23]
- Im Vereinigten Königreich ist ein Registered Office vorzuhalten. Meist handelt es sich um eine Adresse einer Verwaltungsgesellschaft, die Kosten in Rechnung stellt. An dieser Adresse müssen bestimmte Unterlagen, zum Beispiel Sitzungsprotokolle der Hauptversammlung, teilweise in englischer Sprache vorgehalten werden.
- Verspätete oder nicht abgegebene Reports an das britische Handelsregister können sehr hohe Strafen und unter Umständen die Zwangsauflösung der Gesellschaft nach sich ziehen.[30]

### Haftungsrisiken
- Bei einer Limited haften grundsätzlich weder die Gesellschafter noch die Direktoren mit ihrem Privatvermögen. In bestimmten Fällen sind die Organe der Limited-Gesellschaft verschiedenen Haftungsrisiken ausgesetzt. Die Organe, die die Gesellschaft nach außen vertreten, die Direktoren, sind hierbei den meisten Risiken ausgesetzt. Die Gesellschafter sind, soweit sie ihre Einlagen geleistet haben und nicht faktisch an der Geschäftsleitung teilnehmen, weitestgehend frei von Risiken. Dies gilt umso mehr auch für den Verwaltungsdirektor, der sich als reines Verwaltungsorgan ohnehin außerhalb der Risikosphäre aufhält, soweit er nicht in außerordentlich grober und womöglich strafbarer Weise in andere Aufgaben hineinwirkt.
- Gegenüber Dritten ist die persönliche Haftung der Direktoren im Falle des Wrongful Trading und Fraudulent Trading möglich. Das Wrongful Trading bezieht sich auf Handlungen in Situationen, in denen sich die Gesellschaft insoweit in Zahlungsunfähigkeit befindet, dass die Verpflichtungen voraussichtlich nicht mehr zu erfüllen sind und keine Möglichkeiten mehr bestehen, die Gesellschaft zu retten und somit die Insolvenz abzuwenden. Der Tatbestand des Wrongful Trading ist erfüllt, wenn die Direktoren die Geschäfte weiterhin abgewickelt und nichts unternommen haben, um den Schaden der Gläubiger zu begrenzen, obwohl sie von der finanziell desolaten Situation der Gesellschaft Kenntnis hatten bzw. hätten Kenntnis haben müssen. Fraudulent Trading wird hingegen auch außerhalb der Insolvenz vollzogen. Es liegt dann vor, wenn die Gläubiger vorsätzlich durch Handlungen des Direktors geschädigt worden sind. In Betrugsfällen kommt ferner auch eine strafrechtliche Haftung in Betracht.[31]
- Nach einem Urteil des Europäischen Gerichtshofs (EuGH) vom 10. Dezember 2015 gilt die europarechtlich zulässige Anwendung von § 64 GmbHG auf den Director einer Limited. Der Director einer Gesellschaft englischen oder walisischen Rechts haftet danach persönlich für nach Eintritt der Insolvenzreife geleistete Zahlungen. Dies gilt dabei über das Vermögen der Limited in Deutschland nach Eröffnung des Insolvenzverfahrens (Az. C-594/14).[32]
- Steuerlich greifen bei einer in Deutschland tätigen Ltd. die Haftungsrisiken des § 69 AO bzw. der §§ 34, 35 AO ein.

### Limited als Komplementär
Die Limited kann auch als persönlich haftender Gesellschafter (Komplementär) in einer Personengesellschaft fungieren. Die dabei entstehende Limited & Co. KG ist im deutschen Recht eine Sonderform der Kommanditgesellschaft (KG) analog zur GmbH & Co. KG oder AG & Co. KG. Das Haftungsrisiko für die hinter der Gesellschaft stehenden Personen wird dabei auf das Betriebsvermögen der Limited und der Kommanditgesellschaft begrenzt. Das Privatvermögen der Kommanditisten ist geschützt, soweit diese ihre Kommanditeinlage erbracht und nicht wieder entnommen haben.